# 清塚雅彦
清塚 雅彦（きよづか まさひこ、1958年  - ）は、日本の地方公務員 (技術公務員) 。横浜市水道局水道技術管理者、担当理事を経て水道技術研究センター常務理事。

## 経歴
新潟県南魚沼郡 (現在の南魚沼市) 出身。1984年 (昭和59年) 、北海道大学大学院工学研究科衛生工学専攻修士課程修了。
同年 、横浜市役所に入庁し、水道局に配属された。その後水道技術研究センター浄水技術部長、横浜市水道局浄水部川井浄水場長、施設部長、浄水部長。2014年、給水部長 (水道技術管理者) 。2016年、配水部長 (同) 。2017年4月、担当理事 (同) 。同年12月には厚生労働省水道課主催の「水道技術管理者研修」で講演。2019年3月退職。
同年4月から水道技術研究センター専務理事。同年12月、日本水道協会会長表彰功労賞受賞。

## その他役職
- 国際厚生事業団理事[7]
- 「持続可能な水道システムの確立」企画委員会委員長[8]